# Eclipse (musikgrupp)
Eclipse är en musikgrupp från Stockholm, Sverige. De spelar melodisk hårdrock. Bandets grundare Erik Mårtensson arbetar som musikproducent och låtskrivare.

## Biografi
Eclipse bildades i Stockholm 1999 av Erik Mårtensson (sång/gitarr/bas) och Anders Berlin (trummor/keyboards). Tillsammans med gitarristen Magnus Henriksson fick de skivkontrakt med engelska skivbolaget Z Records. Bandets debutalbum The Truth and a Litte More släpptes 2001 och innehöll gästspel av Kee Marcello (ex-Europe, Easy Action) på gitarr, Mats Olausson (ex-Yngwie Malmsteen) på keyboards samt en duett med Anneli Magnusson (Pandora).
Eclipse skrev därefter kontrakt med italienska skivbolaget Frontiers Records som i april 2004 släppte albumet Second To None. Mats Olausson gästade återigen på keyboards men bandet kompletterades sedan med Johan Berlin (ex-Timescape, bror till Anders Berlin) som fast medlem. 
År 2008 släpptes albumet Are You Ready to Rock. Erik Mårtensson skrev därefter merparten av låtmaterialet till det sidoprojektet W.E.T. Bandet bestod av medlemmar från Work of Art (W), Eclipse (E) och Talisman (T). Deras självbetitlade debut släpptes under 2009 och blev omtalade inom genren för melodiös hårdrock/AOR.
Under 2012 släppte Eclipse albumet Bleed & Scream. Titelspåret släpptes som bifogad singel med musiktidningen Sweden Rock Magazine och blev också bandet första officiella video. Albumet Bleed & Scream tog sig in på Sverigetopplistans plats 44.
Bandet släppte i februari 2015 sitt femte album, Armageddonize, som debuterade på Sverigetopplistans plats 49. 
Den 30 november 2015 meddelade Sveriges Television att Eclipse kommer att deltaga i 2016 års upplaga av Melodifestivalen. Eclipse framförde låten Runaways, skriven av Erik Mårtensson, och tävlade i den fjärde deltävlingen som gick av stapeln den 27 februari i Gävle. Eclipse slutade på en femte plats i deltävlingen.
Inför släppet av Paradigm (2019) utannonserades det att första singeln "United" hade blivit vald som ledmotiv till den kvinnliga spelturneringen/LAN-party DreamHack Showdown: CS/GO.
Strax innan albumet Paradigm skulle släppas lämnade basisten Magnus Ulfstedt bandet.

## Medlemmar
Nuvarande medlemmar
- Erik Mårtensson – sång, gitarr, basgitarr (1999–idag)
- Magnus Henriksson – gitarr (1999–idag)
- Philip Crusner – trummor (2015–idag)
- Victor Crusner – basgitarr (2019–idag)

Tidigare medlemmar
- Anders Berlin – trummor, keyboard, slagverk (1999–2004)
- Fredrik Folkare – basgitarr (2003–2008)
- Johannes Kagelind – basgitarr
- Peter Hallgren – basgitarr
- Johan Berlin – keyboard (2006–2014)
- Robban Bäck – trummor (2006–2015)
- Magnus Ulfstedt – trummor (2000–2006), basgitarr (2014–2019)

Bidragande musiker (studio)
- Madeleine Johansson – cello
- Mats Olausson – keyboard
- Kee Marcello – sologitarr
- Andreas Passmark (fd Olsson) – basgitarr

## Diskografi
Studioalbum
- 2001 – The Truth And a Little More
- 2004 – Second to None
- 2008 – Are You Ready to Rock
- 2012 – Bleed & Scream
- 2014 – Are You Ready to Rock MMXIV (remixed/remastered re-issue med fyra bonusspår)
- 2015 – Armageddonize
- 2016 - Armageddonize (Deluxe Edition)
- 2017 - Monumentum
- 2019 - Paradigm
- 2021 - Wired
- 2023 - Megalomanium

Singlar
- 2012 – "Bleed & Scream" / "Come Hell or High Water" / "Into the Fire" (maxi-singel)
- 2015 - "Stand On Your Feet" (digital release)
- 2016 - "Runaways" (digital release)
- 2017 - "Vertigo" (digital release)
- 2019 - "United" (digital release)
- 2019 - "Viva La Victoria" (digital release)
- 2019 - "Viva La Victoria" (picture disc)
- 2019 - "The Masquerade" (digital release)

Samlingsalbum
- 2004 – The Sweet According to Sweden (A tribute to Sweet)
- 2008 – Rock the Bones - Volume 6
- 2014 – Frontiers Rock Festival – The Official Compilation
- 2016 - Melodifestivalen 2016 (med låten "Runaways")